# أرماند دوريان
أرماند دوريان (بالإنجليزية: Armand Dorian)‏ هو طبيب أمريكي، ولد في 1973 في لوس أنجلوس في الولايات المتحدة.

## وصلات خارجية
- أرماند دوريان على موقع IMDb (الإنجليزية)